# Hilarius von Aquileia
Hilarius († 284, gelegentlich auch 285 angegeben, in Aquileia) war ein früher Bischof von Aquileia, Märtyrer und Heiliger.

## Leben und Wirken
Der Legende zufolge soll Hilarius zweiter Bischof von Aquileia nach Hermagoras gewesen sein, der wiederum als direkter Schüler des Evangelisten Markus angesehen wurde, sodass seine Amtszeit noch ins 1. Jahrhundert fallen würde. Allerdings ist für Hilarius der Märtyrertod unter Kaiser Numerianus überliefert, also um 285, sodass die Verbindung zu Markus als spätere Frühdatierung erscheint, um dem Patriarchat von Aquileia ein ehrwürdigeres Alter zu verschaffen, und auch Hermagoras wird inzwischen eher in das 3. Jahrhundert datiert. 
Bezüglich des Martyriums des Hilarius gibt es die Überlieferung, dass er mit seinem Diakon Tatianus und seinen Gefährten Felix, Largus und Dionysius zu Tode gefoltert worden sein soll. Vor dem Provinzbefehlshaber Beronius habe sich Hilarius dazu bekannt, Bischof der Christen zu sein, und sich geweigert, den römischen Göttern zu opfern, deren Bilder er mit seinem Gebet zum Einsturz gebracht habe. Er sei dann an einem 16. März, seinem Gedenktag als Heiliger, zusammen mit Tatianus enthauptet worden.